# MAP2K2
MAP2K2 (англ. Mitogen-activated protein kinase kinase 2) – білок, який кодується однойменним геном, розташованим у людей на короткому плечі 19-ї хромосоми. Довжина поліпептидного ланцюга білка становить 400 амінокислот, а молекулярна маса — 44 424.
| 10         |  | 20         |  | 30         |  | 40         |  | 50         |
| ---------- |  | ---------- |  | ---------- |  | ---------- |  | ---------- |
| MLARRKPVLP |  | ALTINPTIAE |  | GPSPTSEGAS |  | EANLVDLQKK |  | LEELELDEQQ |
| KKRLEAFLTQ |  | KAKVGELKDD |  | DFERISELGA |  | GNGGVVTKVQ |  | HRPSGLIMAR |
| KLIHLEIKPA |  | IRNQIIRELQ |  | VLHECNSPYI |  | VGFYGAFYSD |  | GEISICMEHM |
| DGGSLDQVLK |  | EAKRIPEEIL |  | GKVSIAVLRG |  | LAYLREKHQI |  | MHRDVKPSNI |
| LVNSRGEIKL |  | CDFGVSGQLI |  | DSMANSFVGT |  | RSYMAPERLQ |  | GTHYSVQSDI |
| WSMGLSLVEL |  | AVGRYPIPPP |  | DAKELEAIFG |  | RPVVDGEEGE |  | PHSISPRPRP |
| PGRPVSGHGM |  | DSRPAMAIFE |  | LLDYIVNEPP |  | PKLPNGVFTP |  | DFQEFVNKCL |
| IKNPAERADL |  | KMLTNHTFIK |  | RSEVEEVDFA |  | GWLCKTLRLN |  | QPGTPTRTAV |
|            |  |            |  |            |  |            |  |            |

A: Аланін

C: Цистеїн

D: Аспарагінова кислота

E: Глутамінова кислота

F: Фенілаланін

G: Гліцин

H: Гістидин

I: Ізолейцин

K: Лізин

L: Лейцин

M: Метіонін

N: Аспарагін

P: Пролін

Q: Глутамін

R: Аргінін

S: Серин

T: Треонін

V: Валін

W: Триптофан

Кодований геном білок за функціями належить до трансфераз, кіназ, серин/треонінових протеїнкіназ, тирозинових протеїнкіназ, фосфопротеїнів. 
Задіяний у такому біологічному процесі, як ацетилювання. 
Білок має сайт для зв'язування з АТФ, нуклеотидами, іонами металів, іоном магнію. 
Локалізований у цитоплазмі, мембрані.